# Michael Swanton
Michael James Swanton (né à Londres en 1939) est un critique littéraire britannique, traducteur, archéologue et historien spécialisé en littérature vieil-anglaise et en histoire de l'Angleterre anglo-saxonne.

## Biographie

### Jeunesse
Né dans les Docklands, Swanton étudie à la Dartford Technical School avant de rejoindre l'Université de Durham, où il sert un mandat de président du conseil étudiant. Il étudie ensuite à l'Université de Bath, en arts et sciences, et à l'Université de Durham, où il décroche son doctorat en littérature.

### Carrière universitaire
Il enseigne la littérature anglaise à l'Université de Manchester, à la JLU à Giessen en Allemagne, à Lausanne en Suisse et finalement à l'Université d'Exeter, où il exerce également la fonction de Public Orator (en) durant plusieurs années[Combien ?].
Au moment de sa retraite, il est Professeur d'études médiévales à Exeter.
En 2010, il fonde The Medieval Press en collaboration avec Tom Blaen. Il est membre de la Royal Historical Society et de la Society of Antiquaries of London.
Il est éditeur honoraire de la revue The Archaeological Journal (en) publiée par le Royal Archaeological Institute.

## Son œuvre
Michael Swanton a traduit diverses œuvres majeures de la littérature angloxonne ou médiévale britannique, comme Beowulf, Hereward l'Exilé, Vitae duorum Offarum (The Lives of Two Offas) et la Chronique anglo-saxonne.
Il a également traduit des ouvrages des prémices de la littérature anglaise, d'art, d'architecture et d'archéologie.
En 1971, il dirige la collection d'une série d'ouvrages, les Exeter Medieval Texts and Studies.